# Matthew Aldridge
Matthew Aldridge (Poole, 11 de marzo de 1996) es un deportista británico que compite en remo.
Participó en los Juegos Olímpicos de París 2024, obteniendo una medalla de bronce en la prueba de cuatro sin timonel.
Ganó una medalla de oro en el Campeonato Mundial de Remo de 2023 y cuatro medallas de oro en el Campeonato Europeo de Remo entre los años 2022 y 2025.

## Palmarés internacional
| Juegos Olímpicos   | Juegos Olímpicos   | Juegos Olímpicos  | Juegos Olímpicos   |
| Año                | Lugar              | Medalla           | Prueba             |
| ------------------ | ------------------ | ----------------- | ------------------ |
| 2024               | París (Francia)    | Medalla de bronce | Cuatro sin timonel |
| Campeonato Mundial |                    |                   |                    |
| Año                | Lugar              | Medalla           | Prueba             |
| 2023               | Belgrado (Serbia)  | Medalla de oro    | Cuatro sin timonel |
| Campeonato Europeo |                    |                   |                    |
| Año                | Lugar              | Medalla           | Prueba             |
| 2022               | Múnich (Alemania)  | Medalla de oro    | Cuatro sin timonel |
| 2023               | Bled (Eslovenia)   | Medalla de oro    | Cuatro sin timonel |
| 2024               | Szeged (Hungría)   | Medalla de oro    | Cuatro sin timonel |
| 2025               | Plovdiv (Bulgaria) | Medalla de oro    | Ocho con timonel   |